# منتخب ألبانيا تحت 15 سنة لكرة القدم
منتخب ألبانيا تحت 15 سنة لكرة القدم هو ممثل ألبانيا الرسمي في المنافسات الدولية في كرة القدم في فئة كرة قدم تحت 15 سنة للرجال
.